# Macaroni Point
Macaroni Point eller Punta Froilán är en udde i Antarktis. Den ligger i Sydshetlandsöarna. Argentina, Chile och Storbritannien gör anspråk på området.
Terrängen inåt land är lite kuperad. Havet är nära Macaroni Point åt nordost. Trakten är glest befolkad. Närmaste befolkade plats är forskningsstationen Gabriel de Castilla, 10,8 kilometer sydväst om Macaroni Point. 